# Alan Gobozowi
Alan Gobozowi (gruz. ალან გობოზოვი; ur. 13 września 2004 w Bordżomi) – gruziński skoczek narciarski. Uczestnik mistrzostw świata seniorów (2023), mistrzostw świata juniorów (2020) oraz zimowego olimpijskiego festiwalu młodzieży Europy (2022).
Jego siostra Esmeralda również trenuje skoki narciarskie. Dyscyplinę tę uprawiał również ich ojciec Ibrahim Gobozowi, który następnie został trenerem tej dyscypliny sportu, prowadząc między innymi reprezentację Gruzji.
We wrześniu 2017 zajął 30. lokatę w zawodach Puchar Karpat w Râșnovie. W lutym 2018 zadebiutował w FIS Cupie, zajmując lokaty w siódmej dziesiątce podczas zawodów w Villach. W marcu 2020 wystartował na mistrzostwach świata juniorów, zajmując przedostatnie (62.) miejsce w rywalizacji indywidualnej. W marcu 2022 wystartował na zimowym olimpijskim festiwalu młodzieży Europy, plasując się na 43. pozycji (przedostatniej).
We wrześniu 2022 w Râșnovie odniósł zwycięstwo oraz zajął 2. lokatę w zawodach cyklu New Star Trophy w kategorii Open. W lutym 2023 wystartował na Mistrzostwach Świata w Narciarstwie Klasycznym 2023 w Planicy – odpadł w kwalifikacjach do obu konkursów indywidualnych, zajmując ostatnie lokaty.

## Mistrzostwa świata

### Indywidualnie
| 2023 Planica | – | nie zakwalifikował się (K-95), nie zakwalifikował się (K-125) |

### Starty A. Gobozowi na mistrzostwach świata – szczegółowo
| Miejsce | Dzień     | Rok  | Miejscowość | Skocznia            | Punkt K | HS     | Konkurs  | Skok 1 | Skok 2 | Nota     | Strata                  | Zwycięzca               |
| ------- | --------- | ---- | ----------- | ------------------- | ------- | ------ | -------- | ------ | ------ | -------- | ----------------------- | ----------------------- |
| NQ      | 25 lutego | 2023 | Planica     | Srednja skakalnica  | K-95    | HS-102 | indywid. | 67,0 m | 67,0 m | 58,7 pkt | Nie zakwalifikował się. | Nie zakwalifikował się. |
| NQ      | 3 marca   | 2023 | Planica     | Bloudkova velikanka | K-125   | HS-138 | indywid. | 91,5 m | 91,5 m | 41,0 pkt | Nie zakwalifikował się. | Nie zakwalifikował się. |

## Mistrzostwa świata juniorów

### Indywidualnie
| 2020 Oberwiesenthal | – | 62. miejsce |

### Starty A. Gobozowi na mistrzostwach świata juniorów – szczegółowo
| Miejsce | Dzień   | Rok  | Miejscowość    | Skocznia            | Punkt K | HS     | Konkurs  | Skok 1 | Skok 2 | Nota     | Strata    | Zwycięzca      |
| ------- | ------- | ---- | -------------- | ------------------- | ------- | ------ | -------- | ------ | ------ | -------- | --------- | -------------- |
| 62.     | 5 marca | 2020 | Oberwiesenthal | Fichtelbergschanzen | K-95    | HS-105 | indywid. | 59,0 m | –      | 10,3 pkt | 228,0 pkt | Peter Resinger |

## Zimowy olimpijski festiwal młodzieży Europy

### Indywidualnie
| 2022 Vuokatti/Lahti | – | 43. miejsce |

### Starty A. Gobozowi na zimowym olimpijskim festiwalu młodzieży Europy – szczegółowo
| Miejsce | Dzień    | Rok  | Miejscowość | Skocznia     | Punkt K | HS     | Konkurs  | Skok 1 | Skok 2 | Nota     | Strata    | Zwycięzca      |
| ------- | -------- | ---- | ----------- | ------------ | ------- | ------ | -------- | ------ | ------ | -------- | --------- | -------------- |
| 43.     | 23 marca | 2022 | Lahti       | Salpausselkä | K-95    | HS-100 | indywid. | 72,5 m | –      | 71,5 pkt | 179,0 pkt | Jonas Schuster |

## FIS Cup

### Miejsca w klasyfikacji generalnej
| Sezon     | Miejsce |
| --------- | ------- |
| 2024/2025 | 168.    |

### Miejsca w poszczególnych konkursachFIS Cupu
stan po zakończeniu sezonu 2024/2025
| Źródło                                                                        | Źródło             | Źródło           | Źródło           | Źródło           | Źródło           | Źródło           | Źródło           | Źródło          | Źródło          | Źródło           | Źródło           | Źródło         | Źródło         | Źródło               | Źródło               | Źródło         | Źródło         | Źródło         | Źródło         | Źródło        | Źródło        | Źródło         | Źródło         | Źródło        | Źródło        | Źródło         | Źródło         | Źródło | Źródło | Źródło | Źródło | Źródło | Źródło | Źródło | Źródło | Źródło | Źródło | Źródło | Źródło |        |
| ----------------------------------------------------------------------------- | ------------------ | ---------------- | ---------------- | ---------------- | ---------------- | ---------------- | ---------------- | --------------- | --------------- | ---------------- | ---------------- | -------------- | -------------- | -------------------- | -------------------- | -------------- | -------------- | -------------- | -------------- | ------------- | ------------- | -------------- | -------------- | ------------- | ------------- | -------------- | -------------- | ------ | ------ | ------ | ------ | ------ | ------ | ------ | ------ | ------ | ------ | ------ | ------ | ------ |
| Sezon 2017/2018                                                               |                    |                  |                  |                  |                  |                  |                  |                 |                 |                  |                  |                |                |                      |                      |                |                |                |                |               |               |                |                |               |               |                |                |        |        |        |        |        |        |        |        |        |        |        |        |        |
| Villach HS98                                                                  | Villach HS98       | Kuopio HS127     | Kuopio HS127     | Kandersteg HS106 | Kandersteg HS106 | Râșnov HS100     | Râșnov HS100     | Whistler HS104  | Whistler HS104  | Notodden HS100   | Notodden HS100   | Zakopane HS140 | Zakopane HS140 | Planica HS102        | Planica HS102        | Rastbüchl HS78 | Rastbüchl HS78 | Villach HS98   | Villach HS98   | Falun HS100   | punkty        | punkty         | punkty         | punkty        | punkty        | punkty         | punkty         | punkty | punkty | punkty | punkty | punkty | punkty | punkty | punkty | punkty | punkty | punkty | punkty |        |
| -                                                                             | -                  | -                | -                | -                | -                | -                | -                | -               | -               | -                | -                | -              | -              | -                    | -                    | -              | -              | 65             | 63             | dq            | 0             | 0              | 0              | 0             | 0             | 0              | 0              | 0      | 0      | 0      | 0      | 0      | 0      | 0      | 0      | 0      | 0      | 0      | 0      |        |
| Sezon 2018/2019                                                               |                    |                  |                  |                  |                  |                  |                  |                 |                 |                  |                  |                |                |                      |                      |                |                |                |                |               |               |                |                |               |               |                |                |        |        |        |        |        |        |        |        |        |        |        |        |        |
| Villach HS98                                                                  | Villach HS98       | Szczyrk HS106    | Szczyrk HS106    | Râșnov HS97      | Râșnov HS97      | Notodden HS100   | Notodden HS100   | Park City HS100 | Park City HS100 | Zakopane HS140   | Zakopane HS140   | Planica HS102  | Planica HS102  | Rastbüchl HS78       | Rastbüchl HS78       | Villach HS98   | Villach HS98   | punkty         | punkty         | punkty        | punkty        | punkty         | punkty         | punkty        | punkty        | punkty         | punkty         | punkty | punkty | punkty | punkty | punkty | punkty | punkty | punkty | punkty |        |        |        |        |
| -                                                                             | -                  | -                | -                | dq               | 76               | -                | -                | -               | -               | -                | -                | -              | -              | -                    | -                    | -              | -              | 0              | 0              | 0             | 0             | 0              | 0              | 0             | 0             | 0              | 0              | 0      | 0      | 0      | 0      | 0      | 0      | 0      | 0      | 0      |        |        |        |        |
| Sezon 2019/2020                                                               |                    |                  |                  |                  |                  |                  |                  |                 |                 |                  |                  |                |                |                      |                      |                |                |                |                |               |               |                |                |               |               |                |                |        |        |        |        |        |        |        |        |        |        |        |        |        |
| Szczyrk HS104                                                                 | Szczyrk HS104      | Szczuczyńsk HS99 | Szczuczyńsk HS99 | Ljubno HS94      | Ljubno HS94      | Pjongczang HS109 | Pjongczang HS109 | Râșnov HS97     | Râșnov HS97     | Villach HS98     | Villach HS98     | Notodden HS98  | Notodden HS98  | Oberwiesenthal HS105 | Oberwiesenthal HS105 | Zakopane HS140 | Zakopane HS140 | Rastbüchl HS78 | Rastbüchl HS78 | Villach HS98  | Villach HS98  | punkty         | punkty         | punkty        | punkty        | punkty         | punkty         | punkty | punkty | punkty | punkty | punkty | punkty | punkty | punkty | punkty | punkty | punkty | punkty | punkty |
| -                                                                             | -                  | -                | -                | -                | -                | -                | -                | 56              | -               | -                | -                | -              | -              | -                    | -                    | -              | -              | -              | -              | -             | -             | 0              | 0              | 0             | 0             | 0              | 0              | 0      | 0      | 0      | 0      | 0      | 0      | 0      | 0      | 0      | 0      | 0      | 0      | 0      |
| Sezon 2022/2023                                                               |                    |                  |                  |                  |                  |                  |                  |                 |                 |                  |                  |                |                |                      |                      |                |                |                |                |               |               |                |                |               |               |                |                |        |        |        |        |        |        |        |        |        |        |        |        |        |
| Frenštát HS106                                                                | Frenštát HS106     | Szczyrk HS104    | Szczyrk HS104    | Einsiedeln HS117 | Einsiedeln HS117 | Kranj HS109      | Kranj HS109      | Villach HS98    | Villach HS98    | Notodden HS98    | Notodden HS98    | Szczyrk HS104  | Szczyrk HS104  | Villach HS98         | Villach HS98         | Oberhof HS100  | Oberhof HS100  | Zakopane HS140 | Zakopane HS140 | punkty        | punkty        | punkty         | punkty         | punkty        | punkty        | punkty         | punkty         | punkty | punkty | punkty | punkty | punkty | punkty | punkty | punkty | punkty | punkty | punkty |        |        |
| -                                                                             | -                  | -                | -                | -                | -                | -                | -                | -               | -               | -                | -                | -              | -              | 67                   | 59                   | -              | -              | -              | -              | 0             | 0             | 0              | 0              | 0             | 0             | 0              | 0              | 0      | 0      | 0      | 0      | 0      | 0      | 0      | 0      | 0      | 0      | 0      |        |        |
| Sezon 2024/2025                                                               |                    |                  |                  |                  |                  |                  |                  |                 |                 |                  |                  |                |                |                      |                      |                |                |                |                |               |               |                |                |               |               |                |                |        |        |        |        |        |        |        |        |        |        |        |        |        |
| Hinterzarten HS109                                                            | Hinterzarten HS109 | Frenštát HS106   | Frenštát HS106   | Szczyrk HS104    | Szczyrk HS104    | Kranj HS109      | Kranj HS109      | Villach HS98    | Villach HS98    | Einsiedeln HS117 | Einsiedeln HS117 | Otepää HS97    | Otepää HS97    | Otepää HS97          | Kandersteg HS106     | Notodden HS98  | Notodden HS98  | Falun HS100    | Falun HS100    | Szczyrk HS104 | Szczyrk HS104 | Eisenerz HS109 | Eisenerz HS109 | Oberhof HS100 | Oberhof HS100 | Zakopane HS140 | Zakopane HS140 | punkty |        |        |        |        |        |        |        |        |        |        |        |        |
| -                                                                             | -                  | -                | -                | -                | -                | -                | -                | 31              | 29              | -                | -                | -              | -              | -                    | -                    | -              | -              | -              | -              | -             | -             | -              | -              | -             | -             | -              | -              | 2      |        |        |        |        |        |        |        |        |        |        |        |        |
| Legenda                                                                       |                    |                  |                  |                  |                  |                  |                  |                 |                 |                  |                  |                |                |                      |                      |                |                |                |                |               |               |                |                |               |               |                |                |        |        |        |        |        |        |        |        |        |        |        |        |        |
| 1 2 3 4-10 11-30 poniżej 30 dq – dyskwalifikacja - − zawodnik nie wystartował |                    |                  |                  |                  |                  |                  |                  |                 |                 |                  |                  |                |                |                      |                      |                |                |                |                |               |               |                |                |               |               |                |                |        |        |        |        |        |        |        |        |        |        |        |        |        |